# Thierry Picard
Pour les articles homonymes, voir Thierry Picard (rugby à XV, 1965) et Picard (homonymie).
Pas d'image ? Cliquez ici

a Compétitions nationales et continentales officielles uniquement.

b Matchs officiels uniquement.
Dernière mise à jour le 17 mai 2025.
Thierry Picard, né le 10 novembre 1956 à Saint-Sauves-d'Auvergne (Puy-de-Dôme) et mort le 15 mai 2025 à Mautes (Creuse), est un joueur international français de rugby à XV qui joue avec l'AS Montferrand et l'US Ussel durant sa carrière, évoluant aux postes de deuxième ligne, de troisième ligne centre ou de troisième ligne aile. 

## Biographie
Thierry Picard naît le 10 novembre 1956 à Saint-Sauves-d'Auvergne dans le département français du Puy-de-Dôme,.
En 1979, il quitte son village natal, ainsi que son club de rugby à XV, pour rejoindre le club de l'AS Montferrand en Championnat de France,. Lors de sa première saison, il dispute douze matchs en tant que titulaire en deuxième ligne.
Lors de la saison 1980-1981, il est plus souvent titulaire et joue dix-neuf matchs.
À partir de la saison 1981-1982, il commence à développer une certaine polyvalence qui lui permet de jouer en troisième ligne centre et également en troisième ligne aile.
Début juin 1985, il est titulaire lors de la finale de Challenge Yves du Manoir perdue face au Racing Rugby Club de Nice,. Ce même mois, il est sélectionné avec l'équipe de France pour la tournée en Argentine. Le 12 juin, il participe au match contre la sélection du Cuyo en tant que titulaire en deuxième ligne, la France s'impose 64 à 6. Trois jours plus tard, il est titulaire en troisième ligne centre contre la sélection de Buenos Aires et la France gagne par 50 à 15. Puis, il enchaîne le 19 contre le Tucumán RC lors d'une victoire 24 à 7. Le 22 juin, il fait pour la première fois partie d'une feuille de match du XV de France contre l'Argentine mais il n'entre pas en jeu. Trois jours après ce match, il rejoue contre une sélection de Santa Fe où la France s'impose largement 82 à 7. Quatre jours plus tard, il connaît finalement sa première cape internationale contre l'équipe d'Argentine, après avoir connu plusieurs sélections avec l'équipe de France XV (équipe nationale réserve),. Durant ce match, il est remplacé dès la 17e minute par Alain Lorieux à la suite d'une entorse de la cheville.
En avril 1986, il connaît sa deuxième sélection face à la Roumanie. Le mois suivant, il remporte son premier titre avec l'AS Montferrand en battant le FC Grenoble lors de la finale du Challenge Yves du Manoir,. En mai et juin, il est à nouveau sélectionné pour la tournée de l'équipe de France en Argentine, Australie et Nouvelle-Zélande. Pendant cette tournée, il joue d'abord contre l'Argentine B le 4 juin où la France s'impose 45 à 26 puis il connaît sa troisième et dernière cape internationale, de nouveau contre l'Argentine, le 7 juin,. La France s'envole ensuite en Australie et il participe seulement au match contre une sélection de l'ACT, le 17 juin où la France réalise un match nul 18 partout à Canberra, mais il est remplacé dès la sixième minute par Dominique Erbani à cause d'une fracture de la clavicule droite. Il est donc forfait pour la suite de la tournée.
Lors de la saison 1986-1987, il joue ses derniers matchs avec l'AS Montferrand. Il quitte le club en 1987 pour aller porter les couleurs de l'US Ussel et pour tenir un café dans la ville. Dans son nouveau club, dès sa première saison, il participe à l'accession en première division pour la première fois après avoir atteint les demi-finales de deuxième division. Par la suite, il devient également l'entraîneur du club,,.
De plus, après sa carrière de joueur, il travaille dans la restauration et tient plusieurs commerces à Clermont-Ferrand. Pendant sa vie, il déménage également à Nantes, où il entraîne le Stade nantais UC, puis à Metz, où il travaille chez Castorama vers 2010.
Par la suite, il déménage dans la Creuse où il termine sa carrière professionnelle dans le transport de personnes handicapées. Il s'installe ensuite à Aubusson. Il meurt le 15 mai 2025 à Mautes, à 68 ans, à la suite d'une crise cardiaque.

## Statistiques en équipe nationale
Thierry Picard compte trois capes, dont deux en tant que remplaçant, avec l'équipe de France du 29 juin 1985 contre l'équipe d'Argentine au 7 juin 1986 contre la même équipe. Il n'inscrit pas de points.
| Année | Compétition | Matchs | Points | Essais |
| ----- | ----------- | ------ | ------ | ------ |
| 1985  | Test matchs | 1      | -      | -      |
| 1986  | Test matchs | 2      | -      | -      |
| Total | Total       | 3      | 0      | 0      |

## Palmarès
- Finaliste du Challenge Yves du Manoir en 1985 avec l'AS Montferrand.
- Vainqueur du Challenge Yves du Manoir en 1986 avec l'AS Montferrand.